# Kapuskasing River
Kapuskasing River är ett vattendrag i Kanada.   Det ligger i provinsen Ontario, i den sydöstra delen av landet, 700 km nordväst om huvudstaden Ottawa.
I omgivningarna runt Kapuskasing River växer i huvudsak barrskog. Trakten runt Kapuskasing River är nära nog obefolkad, med mindre än två invånare per kvadratkilometer.